# Rokszyccy herbu Pobóg

Pobóg herb Rokszyckich

Rokszyccy herbu Pobóg – polski ród szlachecki wywodzący się z Rokszyc w ziemi sieradzkiej. Rodzina blisko spokrewniona z Koniecpolskimi. Przedstawiciele rodu:
- Jakub z Koniecpola Rokszycki  (zm. 1470) – protoplasta rodu, sędzia ziemski sieradzki, posiadacz dóbr Rokszyce, 
żona z Romiszewskich herbu Jelita.
- N.Rokszycka – córka Jakuba poślubiła Marcina Gomulińskiego pisarza ziemskiego sieradzkiego.
- Jan Rokszycki – syn Jakuba, cześnik sieradzki, żona Zofia ze Sławieńskich herbu Nałęcz.
- N. Rokszycki – senator (1560), kasztelan połaniecki.
- Przedbór Rokszycki – pisarz ziemski wiślicki.
- Marcin Rokszycki – senator (1622) kasztelan połaniecki, deputat na Trybunał Koronny, fundator klasztoru bernardynów w Piotrkowicach.
- Mikołaj Rokszycki – podpisał w 1632 elekcję króla Władysława IV.
- Władysław Ignacy Rokszycki – dworzanin królewski, żona  Cecylia z rodu Banfi z hrabiów węgierskich (1642).
- Wojciech Kazimierz Rokszycki – kasztelan połaniecki.
- Antoni i Władysław Rokszyccy – posłowie, elektorzy na sejm elekcyjny w 1697.
- Michał Rokszycki – fundator klasztoru dominikanów w  Woli Rokszyckiej (Niewiarków) w 1697.